# Kristina Fröjmark
Kristina Maria Fröjmark ("Farmen-Kristina"),  född 1957 i Göteborg, död 26 december 2004 (drunkning) i Khao Lak, Thailand, var en svensk dokusåpadeltagare.
Fröjmark deltog i dokusåpan Farmen Skärgården på TV4 2004, där hon uppmärksammades bland annat för att hon titulerade sig som "lyxhustru". Fröjmark, hennes make Björn och deras två barn omkom i tsunamikatastrofen 2004 under semester i Khao Lak i Thailand. Sista livstecknet från familjen kom i ett textmeddelande som skickades dagen före katastrofen.